# Ольховка (Логойский район)
Ольховка (бел. Альхо́ўка) — деревня в Логойском районе Минской области Беларуси. В составе Янушковичского сельсовета.

## История
В XVIII веке Ольховка называлась застенок (фольварок) Ольховец и входила в состав имения Янушковичи, владельцами которого были Оборские. C начала XIX века — владелей михаил Есьман, в 1863 — Аурэлия Есьман.
С 1870 года Ольховка вместе с имением Янушковичи в составе Гаенской волости.
До 14 апреля 1959 года деревня входила в состав Гайненского сельсовета.

## Население
- 1816 — 16 мужских душ
- 1846 — 27 жителей обоего пола
- 1941 — 11 дворов, 54 жителя
- 1968 — 8 дворов, 40 жителей
- 2003 — 3 двора, 6 жителей
- 2009 — 6 жителей

## Транспорт
На 2022 год: маршрутки Минск — Янушкович (от станции метро Пушкинская или с остановки маршруток рядом с Национальной Библиотекой).